# Кзыл-Яр (Арский район)
Кзыл-Я́р (тат. Кызылъяр) — село в Арском районе Республики Татарстан, в составе Новокинерского сельского поселения.

## Этимология
Топоним произошёл от тат. кызыл — «красный» и оронимического термина яр — «берег». 

## География
Село находится на реке Ура, в 42 км к северо-западу от районного центра — города Арска.

## История
Основано в XVI веке.
В XVIII — первой половине XIX века жители относились к сословию государственных крестьян. Основные занятия жителей в этот период: земледелие и скотоводство.
В начале XX века в селе функционировали две мечети, ветряная и водяная мельницы, кузница, четыре мелочные лавки. В этот период земельный надел сельской общины составлял 1701,3 десятины.
До 1917 года село известно как Селенгур, в 1920—1930-х годах в официальных источниках упоминается под названием Старый Куллар.
До 1920 года село входило в Шиньшинскую волость Царёвококшайского (с 1919 года — Краснококшайский) уезда Казанской губернии. С 1920 года в составе Арского кантона ТАССР. С 10 августа 1930 года в Тукаевском, с 10 февраля 1935 года в Кзыл-Юлском (с 12 октября 1959 года — Тукаевский), с 1 февраля 1963 года в Арском районах.
В 1931 году в селе организован колхоз имени Молотова №1. С 1994 года коллективное предприятие, с 2017 года общество с ограниченной ответственностью «Кызыл-Яр».

## Население
| 1782 | 1859 | 1897 | 1908 | 1949 | 1958 | 1970 | 1979 | 1989 | 2002 | 2010 | 2015 |
| ---- | ---- | ---- | ---- | ---- | ---- | ---- | ---- | ---- | ---- | ---- | ---- |
| 44   | 948  | 1300 | 1209 | 490  | 405  | 378  | 270  | 209  | 203  | 169  | 177  |

Национальный состав села — татары.

## Экономика
Жители работают преимущественно в «Кызыл-Яр», занимаются полеводством, молочным скотоводством.

## Инфраструктура
В деревне действуют начальная школа, клуб, библиотека.

## Религия
Мечеть (с 2013 года).

## Известные люди
- Мухаммед-Галей (Али) Махмудов (1824, дер. Селенгур, Казанская губерния — 31 января 1891) — преподаватель восточной каллиграфии, художник-каллиграф, статский советник